# Autobiografie
Een autobiografie (Grieks: αὐτός zelf, βίος leven, γράφειν schrijven) is de beschrijving die iemand geeft van diens eigen levensloop, of van belangrijke periodes daaruit. De autobiografie toont vaak de geestelijke ontwikkeling van de schrijver en kan ook geschreven zijn als een meer of minder zakelijk verslag waarin met externe gebeurtenissen een tijdsbeeld wordt gegeven van de periode waarin de auteur heeft geleefd.
De meeste schrijvers beginnen pas op gevorderde leeftijd aan hun autobiografie, die dan ook terugblikt op hun hele leven. De autobiografie wordt daardoor onderscheiden van het dagboek, dat direct op de gebeurtenissen reageert. Wanneer autobiografische teksten slechts bestaan uit een reeks losse aantekeningen, of slechts een bepaalde periode uit het leven van de schrijver beslaan, wordt veelal gesproken over memoires of herinneringen. Bij memoires staat de eigen persoonlijkheid vaak ook minder centraal en ligt de nadruk meer op personen die de auteur heeft gekend en gebeurtenissen uit diens leven.
De schrijver van een autobiografie kan gebruikmaken van een ghostwriter, die het boek een betere vorm geeft. Soms wordt deze expliciet vermeld en heeft de autobiografie de ondertitel zoals verteld aan. Er blijft echter altijd een duidelijk onderscheid bestaan met de biografie, die door een ander geschreven wordt en in de derde persoon is gesteld. Het aantrekkelijke van de autobiografie is de persoonlijke toets die de schrijver aan de gebeurtenissen geeft. Daar staat tegenover dat niet iedereen die een interessant leven heeft geleid ook goed kan schrijven en dat schrijvers maar al te vaak een sterk vertekend beeld van de gebeurtenissen in het verleden geven.
Sinds de jaren vijftig van de 20e eeuw spreekt men in dit kader van egodocumenten, als overkoepelende term voor autobiografische werken.

## Geschiedenis

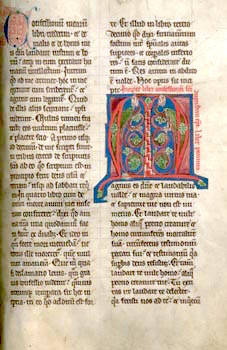
Bladzijde van een handschrift van de Confessiones

In de Griekse oudheid was er nauwelijks onderscheid tussen de autobiografie en geschiedschrijving. Xenophon verwerkte bijvoorbeeld elementen uit zijn eigen leven in zijn Anabasis, een verslag van zijn tocht door Perzië met de Perzische koning Cyrus. Een van de eerste pogingen tot autobiografie is Marcus Aurelius' Ta eis heauton, een verzameling filosofische aantekeningen die hij aan zichzelf richt. Tot de voorlopers van de autobiografie behoort met name de Confessiones (Belijdenissen) van Aurelius Augustinus (397-398 na Chr.), een autobiografisch werk over Augustinus' zondige jeugd en zijn bekering tot het christendom. Het is een van de belangrijkste autobiografische werken uit de vroeg-christelijke periode. Ook in de middeleeuwen schreven auteurs autobiografische werken, zoals de Historia calamitatum (Geschiedenis van mijn rampspoed) van Petrus Abaelardus, Dante's Vita nuova (eind 13e eeuw) en The Book of Margery Kempe van de Engelse mystica Margery Kempe. Dit laatste boek wordt beschouwd als de eerste autobiografie in de Engelse taal. Pas in de renaissance verschijnen de eerste "echte" autobiografieën, zoals die van Benvenuto Cellini, Girolamo Cardano en Theresia van Ávila. Een bekend voorbeeld uit de 17e eeuw is de berijmde autobiografie van Jacob Cats.

## Voorbeelden
Veel gepubliceerde autobiografieën van Nederlanders zijn geschreven door politici. Daarnaast hebben ook wetenschappers en mensen uit het zakenleven en de mediawereld bijgedragen tot de autobiografische literatuur. De laatste tijd zijn ook een aantal biografieën van "gewone mensen" gepubliceerd, vooral door toedoen van de socioloog Ger Harmsen.

### Nederland
Politici
- Ella Vogelaar - Twintig maanden knettergek: dagboek van een ministerschap
- Willem Drees  - Zestig jaar levenservaring
- Pieter Jelles Troelstra - Gedenkschriften
- Christine Wttewaall van Stoetwegen - De freule vertelt
- Jelle Zijlstra - Per slot van rekening

Wetenschappers
- Hendrik Casimir - Het toeval van de werkelijkheid. Een halve eeuw natuurkunde
- Hans Freudenthal (wiskundige) - Schrijf dat op, Hans
- H.P.G. Quack (econoom) - Herinneringen

Mediamensen
- Milo Anstadt - Kruis of munt: autobiografie 1920-1945
- Jan Nagel - Boven het maaiveld

Mensen uit het zakenleven
- Ernst Hijmans - Zestig jaar organiseren
- Bram van Leeuwen - Vecht voor je geluk, zoals ikVoorbeeld van een memorie. Fragment uit het manuscript "Gedenkschriften over Napoleon's veldtochten, meegemaakt als soldaat bij het 2e regiment carabiniers te paard". Geschreven door Joseph Abbeel, 1805-1815.[2]

Schrijvers
- Hugo Pos - In triplo

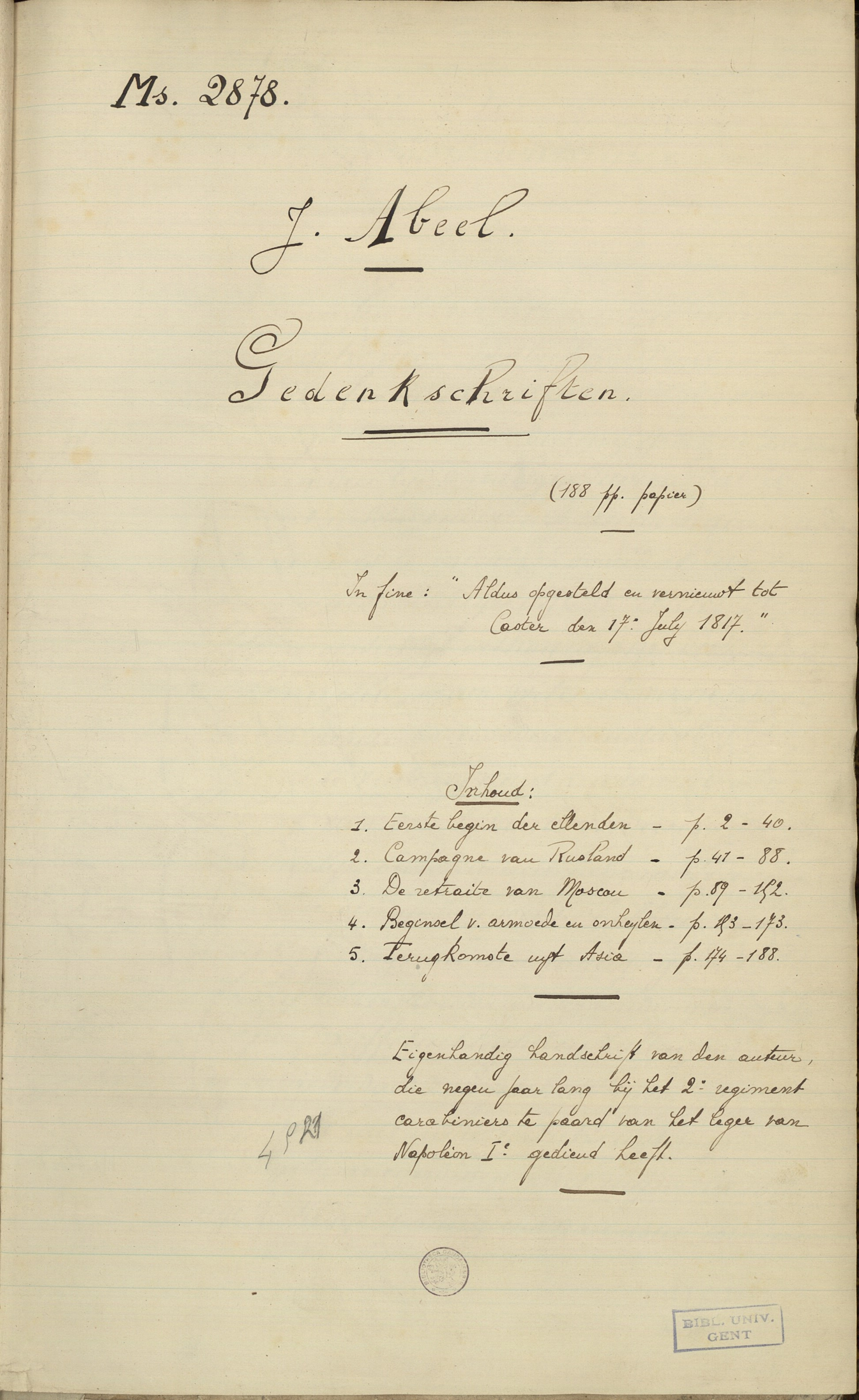
Voorbeeld van een memorie. Fragment uit het manuscript "Gedenkschriften over Napoleon's veldtochten, meegemaakt als soldaat bij het 2e regiment carabiniers te paard". Geschreven door Joseph Abbeel, 1805-1815.

- Sybren Polet - Een geschreven leven

Andere bekende personen
- Wilhelmina der Nederlanden - Eenzaam maar niet alleen
- Poncke Princen (Indonesische mensenrechtstrijder) - Een kwestie van kiezen
- Ben Sajet (arts) - Een leven lang

'Gewone mensen'
- Harmen van Houten - Anarchisme in Drenthe, levensherinneringen van een veenarbeider
- Siep Adema - Wie het geweten heeft
- Bas Langereis - Alles kan kapot
- Imke Klaver - Herinneringen van een Friese landarbeider. Enkele opgetekende zaken uit het jongste verleden tot 1925 (Oantinkens fan in Fryske lanarbeider. Inkele oanteikene dingen út de jonge tiid oan 1925)
- Frans Houben - Nr 21

Autobiografische boeken over een deel van het leven van de schrijver
- Jan Ligthart (onderwijsvernieuwer) - Jeugdherinneringen
- Willem Treub (politicus) - Oorlogstijd
- Tim Krabbé (schrijver) - De Renner

### Andere landen
- Joseph Abbeel
- Elisabeth Hetzel - Aus meinem Leben[3]

## Egodocumenten
Men schat dat in Nederland circa een miljoen mensen op enigerlei wijze over het eigen leven schrijft, maar dit soort schattingen moet kritisch worden bekeken, omdat er geen enkel hard cijfer over bekend is en het overgrote deel niet gepubliceerd is. Een dergelijke beschrijving wordt een 'egodocument' genoemd. Dit woord werd rond 1955 bedacht door de Nederlandse historicus Jacques Presser, die er teksten mee definieerde waarin de schrijver in de 'ik'-vorm door de hele tekst aanwezig is als schrijvend en beschreven onderwerp. Tot egodocumenten worden onder andere autobiografieën, alba amicorum, dagboeken, brieven, films, fotoalbums, memoires, reisverslagen, e-mails, video-opnames en weblogs gerekend. In dergelijke teksten kan de auteur een inkijk geven in zijn eigen karakter, leefwijze en leefomstandigheden en die van andere personen rondom hem. Ze kunnen daarmee van groot belang zijn voor de studie van de sociale geschiedenis, al moet door onderzoekers wel rekening worden gehouden met het erin verwerkte zelfbeeld en de stilering.

## Autobiografische fictie
Memoires en autobiografieën zijn gebaseerd op herinneringen en zijn dus subjectief en niet altijd helemaal correct. Andersom verwerken schrijvers in fictie ervaringen uit hun eigen leven. Schrijvers zijn natuurlijk altijd vrij om namen van beschreven personen of omstandigheden te veranderen, gebeurtenissen samen te vatten, te versimpelen, mooier of minder mooi (dramatischer) voor te stellen, in een andere volgorde te arrangeren, of deels of helemaal te verzinnen. De literaire vorm waarin evident is dat het deels autobiografisch is en deels fictie wordt vaak 'autobiografische fictie' of 'autofictie' genoemd.
Voorbeelden hiervan zijn:
- Max Havelaar (1859) van  Eduard Douwes Dekker (Multatuli)
- Een coquette vrouw (1915) en Eva (1927) van Carry van Bruggen
- In de ochtend van het leven (1941) van Theo Thijssen
- Ik Jan Cremer (1964-1966) van Jan Cremer
- Terug naar Oegstgeest (1965) van  Jan Wolkers
- Onder professoren (1975) van Willem Frederik Hermans
- De Avonden (1947), Oud en eenzaam (1978) en Moeder en zoon (1980) van Gerard Reve
- Bij nader inzien (1963) en de romancyclus Het Bureau (1996-2000) van J.J. Voskuil
- Voor altijd voor het laatst (2015) van Tjitske Jansen
- veel werk van de Zwitserse Annemarie Schwarzenbach (1908-1942)
- de roman Mars van de Zwitser Fritz Zorn (1944-1976)
- veel werk van de Deense schrijfster Agnes Henningsen (1868-1962)
- veel werk van de Deense schrijfster Tove Ditlevsen (1917-1976)
- veel werk van de Franstalige Belgische Amélie Nothomb (1966)
- Badal (2011) van Anil Ramdas[8]
- De geschiedenis van mijn seksualiteit (2021) van Tobi Lakmaker[9]
- Zachtop lachen (2021) van Malou Holshuijsen[10]

## Autobiografische strips
Sinds de opkomst van het literaire beeldverhaal, worden er ook veel autobiografische strips gemaakt.
Enkele voorbeelden in het Nederlands zijn:
- Maaike Hartjes - Hartjes Dagboek
- Barbara Stok - Barbaraal